# Pořešín
Pořešín (deutsch Groß Poreschin) ist ein Ortsteil der Gemeinde Kaplice im Okres Český Krumlov der Region Südböhmen in Tschechien.

## Geographie
Pořešín liegt im Vorland des Gratzener Berglandes an einer Landstraße von Kaplice-nádraží nach Trhové Sviny. Nachbarorte sind Dlouhá und Chlum im Norden, Besednice und Slavče (Slabsch) im Nordosten, Soběnov im Südosten, Kaplice, Blansko und Žďar im Süden, Dolní Planě im Westen und Betřebice im Nordwesten. Am östlichen Ortsrand fließt die Maltsch. Im Südosten erhebt sich der zum Hühnergebirge gehörende 869 m hohe Kohout (Hahn).

## Geschichte

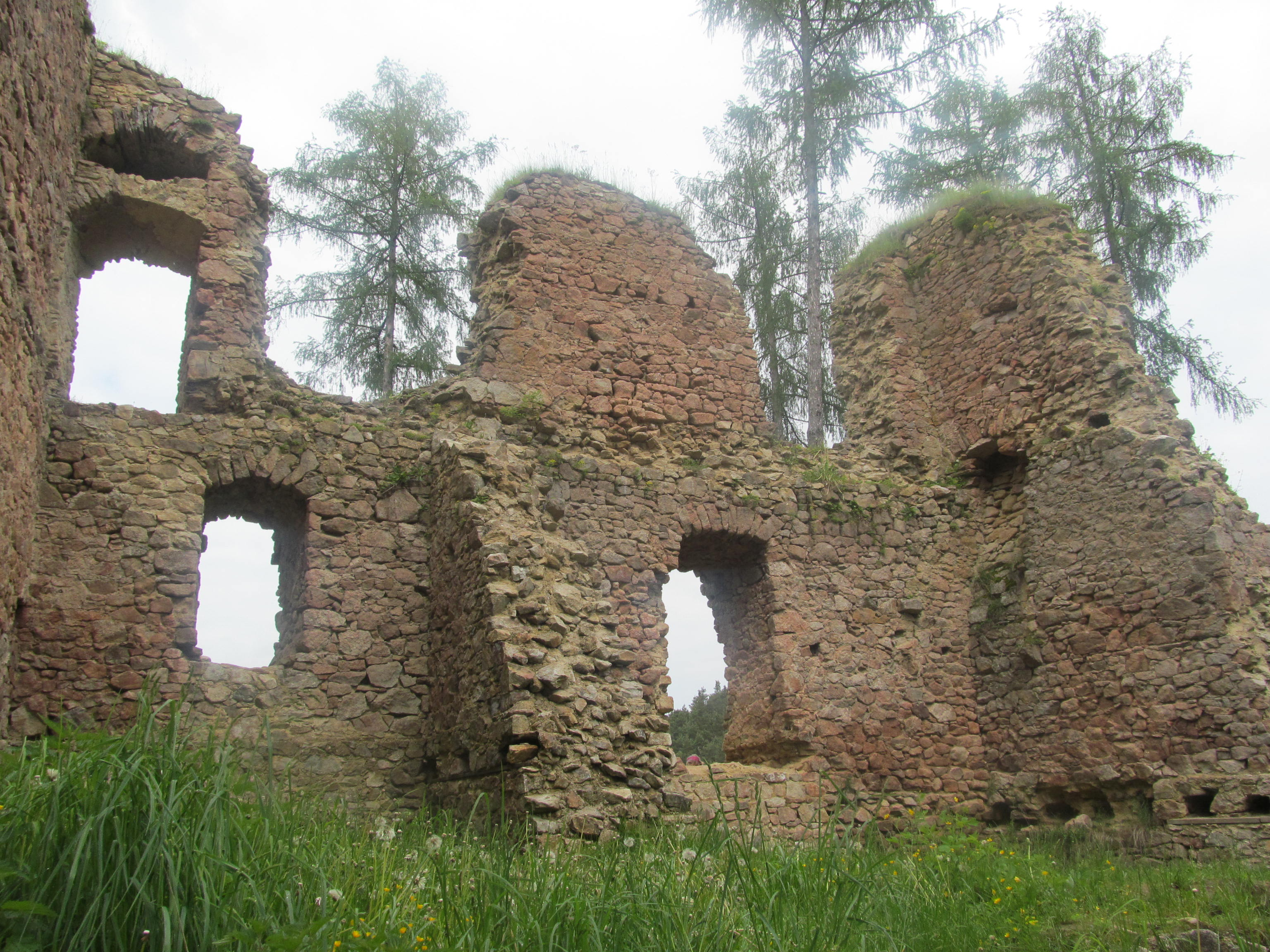
Burgruine Pořešín

Die vermutlich von Bavor III. von Strakonitz auf einem Felsvorsprung über der Maltsch gegründete Burg entstand um das Jahr 1300. Das Dorf wurde erstmals 4. März 1312 erwähnt, als Bawor mit einer in Strakonitz ausgestellten Urkunde seinem Poreschiner Burggrafen Johann von Wratzau (Jan z Vracova) die Dörfer Winitz und Zwinelag verkaufte. Um das Jahr 1315 tauschte Bavor III. mit den Brüdern Werner, Racek und Přibík von Vitějovice deren gleichnamige Burg, die er seiner Herrschaft inkorporierte. Besitzer der Burg Poreschin wurden ab diesem Zeitpunkt die drei Brüder, die sich nun „von Poreschin“ (z Pořešína) nannten. Nachdem dieses Geschlecht 1423 ausstarb, fiel Poreschin als erledigtes Lehen an König Sigismund. Er verkaufte Poreschin an Ulrich II. von Rosenberg, der die Burg Pořešín schleifen ließ, damit sie nicht an seine hussitischen Gegner falle.
Nach dem Tode des letzten Rosenbergers, Peter Wok erwarb Johann Georg von Schwanberg Poreschin. Dieser wurde wegen seiner Beteiligung am böhmischen Ständeaufstand nach der Schlacht am Weißen Berg enteignet. Neuer Besitzer wurde der kaiserliche Feldherr Charles Bonaventure de Longueval, Comte de Bucquoy, bei dessen Nachkommen Poreschin bis zur Enteignung 1945 verblieb.
Nach der Gründung der Tschechoslowakei 1918 gehörte Poreschin zum politischen Bezirk Kaplice. 1923 erhielt es die amtliche tschechische Ortsbezeichnung Pořešín. 1930 bestand Poreschin aus 236 Einwohnern. Nach dem Münchner Abkommen verblieb Pořešín bei der Tschechoslowakei und gehörte zwischen 1939 und 1945 zum Politischen Bezirk Budweis im Protektorat Böhmen und Mähren.
Nach dem Zweiten Weltkrieg kam Pořešín zur wiedererrichteten Tschechoslowakei zurück; 1946 erfolgte die Vertreibung der deutschböhmischen Bevölkerung. 1991 hatte der Ort 113 Einwohner. Im Jahre 2001 bestand das Dorf aus 58 Wohnhäusern, in denen 122 Menschen lebten.